# هارولد إي. تومسون
هارولد إي. تومسون (بالإنجليزية: Harold E. Thompson)‏ هو قائد مروحية ‏ أمريكي، ولد في 1921، وتوفي في 29 أكتوبر 2003.